# راب روس

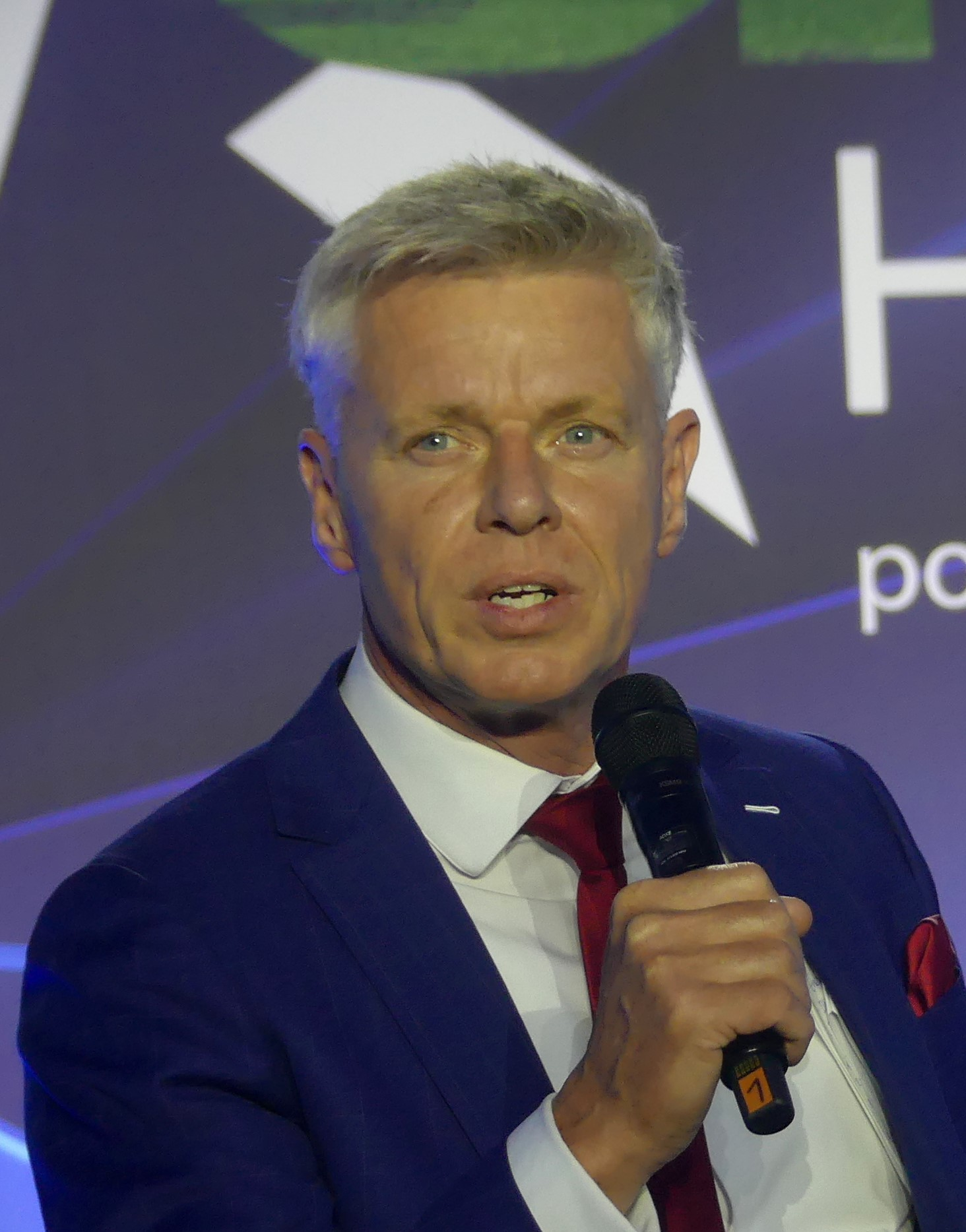
راب روsس در مرکز همایش بالنا، اروپای مرکزی.

رابرت «راب» روس (زادهٔ ۲ اوت ۱۹۶۶) سیاستمدار هلندی و عضو فعلی پارلمان اروپا (MEP) است. او از زمان خروج از انجمن برای دموکراسی (FvD) در سال ۲۰۲۰، عضو حزب سیاسی JA21 است.
روس برای مدت کوتاهی از ۲۸ مارس ۲۰۱۹ تا ۴ سپتامبر ۲۰۱۹ در ایالات هلند جنوبی خدمت کرد و ریاست گروه FvD را بر عهده داشت. او در انتخابات استانی ۲۰۱۹، lijsttrekker (کاندیدای پیشرو) بود. در انتخابات پارلمان اروپا در سال ۲۰۱۹، او در فهرستی که درک یان اپینک رهبری می‌کرد، در جایگاه دوم قرار گرفت. در انتخابات سنا سال ۲۰۱۹، او در فهرستی که توسط هنک اوتن رهبری می‌شد، در رده سیزدهم قرار گرفت.
روس در حال حاضر نماینده JA21 در کرسی هلند در پارلمان اتحادیه اروپا است. او نایب رئیس گروه محافظه کاران و اصلاح طلبان اروپایی است.